# Целевой маркетинг
Целевой маркетинг (англ. targeted marketing) - разновидность маркетинга, совокупность процессов, отвечающих за продвижение продуктов и услуг компании посредством выявления клиентов (групп схожих по набору характеристик клиентов), имеющих склонность к покупке, и формирования эффективных персонализированных предложений через различные каналы коммуникаций . Целевые маркетинговые активности (кампании) направлены на увеличение выручки и прибыли компании.
Кампания может состоять из одного или нескольких этапов взаимодействия с клиентом, основные:
1. получение согласия на участие (часто не применяется и включено, по умолчанию, в условия договора для действующих клиентов компании)
2. предложение продукта или услуги, обычно имеющее ограниченные сроки действия
3. напоминание о возможности воспользоваться предложением
4. отслеживание выполнения условий компании клиентом и информирование об успешном завершении

## Процессы и задачи целевого маркетинга
- выявление потребностей конкретных клиентов компании
- выбор продуктов, услуг и их параметров для предложения клиентам
- определение критериев подбора целевой аудитории
- выбор наиболее эффективного канала коммуникации для каждого этапа кампании
- формулировка персонализированного целевого маркетингового предложения
- подбор или создание дополнительных цифровых маркетинговых материалов (Баннер, Целевая страница и др.)
- создание сценария взаимодействия с клиентом целевой аудитории

## Понятия целевого маркетинга.
CVM (англ. customer value management) - общая стратегия и совокупность целевых маркетинговых активностей, направленных на увеличение выручки компании от конкретного клиента за время жизни клиента (англ. customer life-time value ) или увеличение времени жизни клиента.
LTV (англ. customer life-time value ) - период времени в течение которого потребитель является клиентом кампании и пользуется её продуктами или услугами.
RTM (англ. real-time marketing) - сценарий целевого маркетинга, в основе которого заложено взаимодействие с клиентом по событию (выполнению заранее определенных условий).
NBO (англ. next best offer) - сценарий целевого маркетинга в рамках которого клиенту предлагается наиболее подходящее предложение из всех доступных. Обычно применяется на входящих каналах коммуникаций, когда клиент обращается к службам (например: Колл-центр) или ресурсам (например: Мобильное приложение, Сайт) компании.

## Отличия целевого маркетинга от[[массового маркетинга]]
- информирование осуществляется через каналы коммуникации, позволяющие взаимодействовать с конкретным клиентом
- целевая аудитория ограничена одним или группой схожих клиентов
- персонализированные информирования содержат обращение к конкретному клиенту компании
- кастомизированные предложения могут предлагать продукты или услуги с индивидуальными параметрами, подобранными для конкретного клиента

## Оценка эффективности.
Целевая маркетинговая активность имеет заранее определенные задачи и показатели эффективности, такие как: количество успешно проинформированных участников, количество участников принявших предложение, количество клиентов, подключивших услугу, изменение выручки компании.
Для независимой оценки значений ключевых показателей эффективности компании, из целевого сегмента заранее выделяется подгруппа клиентов - контрольная (аналитическая) группа. Контрольная группа должна быть репрезентативна всему целевому сегменту клиентов, на которых направлена маркетинговая активность. Клиенты контрольной группы не получают никаких предложений, на них не оказывается никакого влияния.

## Каналы коммуникаций.
Информирование клиентов в рамках целевой маркетинговой активности может осуществляться через один или несколько каналов коммуникации, в зависимости от сценария кампании.
Наиболее распространенные каналы информирования:
- SMS
- Звонок оператора
- Всплывающее окно (англ. pop-up)
- Баннер в мобильном приложении
- Баннер на сайте в личном кабинете клиента